# Ouled Selama
Ouled Selama ou Ouled Slama (em árabe: أولاد سلامة) é uma cidade e comuna localizada na província de Blida, Argélia. Segundo o censo de 2008, a população total da cidade era de 29 291 habitantes.